# Romaria de Nossa Senhora dos Aflitos
A Romaria de Nossa Senhora dos Aflitos tem lugar todos os anos no último fim-de-semana de Agosto, na aldeia transmontana de Pegarinhos (Alijó), em Portugal.

## Nossa Senhora dos Aflitos
Ao evocar o nome de Nossa Senhora dos Aflitos, remete para a sua inconfundível actuação em prol das preces a ela dirigidas. Auxiliadora, protectora, seguidora, esta santa traz consigo um conjunto de devotos que procuram ao lhe prestarem culto uma ajuda divina, para a resolução das suas aflições.
O Santuário de Nossa Senhora dos Aflitos, em Pegarinhos, popularmente conhecido por Senhora Aparecida, teve origem segundo a tradição, na devoção despertada numa imagem da Virgem, encontrada por caçadores no monte onde actualmente se encontra a Capelinha. O facto atraiu a atenção dos frades franciscanos que ali se fixaram, promovendo o culto à Senhora dos Aflitos, cuja primeira romaria data de 1835 e construindo, em 1838, a já referida Capelinha que ostenta as “Armas de S. Francisco”.
As procissões organizadas em honra de Maria, intitulada, Senhora dos Aflitos, trazem consigo muitos emigrantes e gentes que prestam homenagem de uma forma calorosa. Este é um ritual marcado por um conjunto de sentimentos e sensações que são vividos intensamente, por quem encontra na santa não só um culto religioso, mas sim um elemento identificador e característico da própria aldeia.

## Animação
Todos os anos a animação é garantida nas noites da semana em que ocorre a Romaria. Durante cinco noites o público tem oportunidade de ver e ouvir outros tantos conjuntos musicais, dançando ao som de música popular até altas horas da noite.
De referir ainda a actuação de bandas de música, bem como a realização de festivais de folclore.
O desporto também tem lugar, através da realização de um torneio de futebol de 5, e um jogo amigável entre a Associação Desportiva Cultural de Pegarinhos e uma equipa convidada.
Um dos pontos altos da Romaria acontece na noite de Domingo, com o famoso arraial e espectáculo pirotécnico.